# Expedition: Robinson 1997
Expedition: Robinson 1997 var den första säsongen av doku-/realitysåpan Expedition Robinson någonsin i hela världen, då Sveriges Television valt att satsa på formatet. Denna säsong spelades in på Babi Tengah i Malaysia under maj och juni 1997. Säsongens första avsnitt sändes den 13 september 1997, och avslutades den 29 november samma år. Harald Treutiger var programledare. Vinnare av Robinson blev Martin Melin.

## Bakgrund[2]
Hösten 1996 köpte Strix Television rättigheterna till det brittiska tv-formatet "Survive", skapad av Charlie Parsons. I samma veva introducerar Strix programformatet för Sveriges Television, som den 28 februari 1997 meddelar att sökningsperioden för programmet inleds. Redan innan programmet börjar spelas in får det kritik av såväl Gunnar Bernstrup som docenten Inga Sonesson för att programupplägget är fascistiskt och att barn kan ta skada av att titta på det. Den första deltagaren att röstas ut, Sinisa Savija, begick självmord genom att lägga sig på ett pendeltågsspår och låta tåget köra över honom. Sinisa blev 34 år. Efter detta blev kritiken massiv och fler [källa behövs] krävde att det skulle läggas ned. Efter säsongspremiären gjordes omredigering av de resterande avsnitten och säsongen fortsatte att sändas säsongen ut.

## Deltagare
- Anna Nordenfeldt, 57 år, Uppsala
- Camilla Lundengård, 28 år, Borlänge
- Christin Johansson, 22 år, Stockholm
- Erika Bälldal, 37 år, Oxelösund
- Johan Reffel, 23 år, Stockholm
- Jürgen Weis, 26 år, Göteborg
- Kent Larsen, 61 år, Lycksele
- Marie-Louise Niklasson, 33 år, Malmö
- Markus Fondin, 19 år, Göteborg
- Martin Melin, 30 år, Stockholm
- Ola Melén, 25 år, Lund
- Peter Just, 51 år, Stockholm
- Siniša Savija, 34 år, Norrköping
- Suzanne Lindström, 39 år, Helsingborg
- Zai Gordon-White, 27 år, Södertälje
- Åsa Vilbäck, 23, Linköping

## Tävlingen
Expedition Robinson 1997 började med att de 16 deltagarna anlände till ön och delades in i de två lagen Nord respektive Syd. Därefter avgjordes den första pristävlingen, som vanns av lag Nord. Därefter flyttade lagen till sina respektive stränder. Före sammanslagningen röstades sex personer ut (i ordning: Sinisa Savija, Anna Nordenfeldt, Peter Just, Suzanne Lai, Zai Gordon-White och Camilla Lundegård.) 
Fram till sammanslagningen tävlade lagen mot varandra i pris- och Robinsontävlingarna. I pristävlingarna vann det vinnande laget ett pris, medan i Robinsontävlingarna fick förlorarna gå till örådet och rösta hem en deltagare. 
I det sjätte avsnittet slogs Nord och Syd ihop till ett sammanslaget lag: lag Robinson. Precis som före sammanlagningen skedde pris- och Robinsontävlingar, men skillnaden var nu att deltagarna tävlade individuellt mot varandra istället för ett lag. Vinnaren i varje Robinsontävling blev immun mot utröstning i örådet. 
I finalen var fyra deltagare kvar i tävlingen (Kent, Martin, Ola och Åsa). Första tävlingen var en frågesport, som vanns av Martin Melin. Som pris valde han att Åsa skulle lämna tävlingen. Andra tävlingen blev Plankan, det gick ut på att de tre skulle stå på tre stycken plankor ute i havet. Med jämna mellanrum kom programledaren ut och tog bort en planka, tills det bara var en planka kvar. De deltagare som inte kunde hålla balansen for sedan i vattnet, och den deltagare som stod kvar längst blev vinnare och fick plocka bort ytterligare en deltagare. Först i vattnet for Kent. Ola och Martin kom bägge överens om att den som vann "Plankan" skulle ta med Kent i final. Efter många timmar av intensiv hetta ute på stocken så svajade Ola till och föll i vattnet, det betydde att Ola var ute i tävlingen - Martin och Kent i final. Finalen avgjordes genom ett sista öråd, där de som tidigare hade röstats ut fick komma tillbaka och rösta fram vinnaren. Martin Melin fick sex röster jämfört med Kents två och blev därmed den allra första Robinson.

## Tävlingsresultat
| Avsnitt | Sändningsdatum    | Tävlingar     | Tävlingar         | Utröstad/ Hemskickad | Röster  | Slutplacering                                 | Tittarsiffror |
| Avsnitt | Sändningsdatum    | Pris- tävling | Robinson -tävling | Utröstad/ Hemskickad | Röster  | Slutplacering                                 | Tittarsiffror |
| ------- | ----------------- | ------------- | ----------------- | -------------------- | ------- | --------------------------------------------- | ------------- |
| 1       | 13 september 1997 | Nord          | Nord              | Sinisa               | 4-2-1-1 | Första utröstade Dag 3                        | 1 020 000     |
| 1       | 13 september 1997 | Ingen         | Syd               | Anna                 | 4-3-1   | Andra utröstade Dag 6                         | 1 020 000     |
| 2       | 4 oktober 1997    | Nord          | Syd               | Peter                | 5-2     | Tredje utröstade Dag 9                        | 1 100 000     |
| 3       | 11 oktober 1997   | Nord          | Syd               | Suzanne              | 3-1-1-1 | Fjärde utröstade Dag 12                       | 1 081 000     |
| 4       | 18 oktober 1997   | Syd           | Syd               | Zai                  | 3-2     | Femte utröstade Dag 15                        | 1 257 000     |
| 5       | 25 oktober 1997   | Syd           | Nord              | Camilla              | 5-2     | Sjätte utröstade Dag 18                       | 937 000       |
| 6       | 1 november 1997   | Ingen         | Kent              | Christin             |         | Hoppade av tävlingen Första jurymedlem Dag 21 | 1 178 000     |
| 7       | 8 november 1997   | Åsa           | Kent              | Johan                | 7-1-1   | Sjunde utröstade Andra jurymedlem Dag 26      | 1 071 000     |
| 8       | 15 november 1997  | Jürgen        | Ola               | Erika                | 4-4     | Åttonde utröstade Tredje jurymedlem Dag 30    | 1 428 000     |
| 9       | 22 november 1997  | Ola, [Åsa]    | Åsa               | Jürgen               | 4-3     | Nionde utröstade Fjärde jurymedlem Dag 35     | 1 645 000     |
| 10      | 29 november 1997  | Martin        | Ola               | Marie-Louise         | 4-2     | Tionde utröstade Femte jurymedlem Dag 38      | 1 804 000     |
| 11      | 6 december 1997   | Åsa, [Martin] | Martin            | Markus               | 3-2     | Elfte utröstade Sjätte jurymedlem Dag 41      | 1 923 000     |
| 12      | 13 december 1997  | Ingen         | Martin            | Åsa                  | 1-0     | Tolfte utröstade Sjunde jurymedlem Dag 44     | 2 345 000     |
| 12      | 13 december 1997  | Ingen         | Martin            | Ola                  | 1-0     | Trettonde utröstade Åttonde jurymedlem Dag 46 | 2 345 000     |
| 12      | 13 december 1997  | Juryröstning  | Juryröstning      | Kent                 | 6-2     | Tvåa                                          | 2 345 000     |
| 12      | 13 december 1997  | Juryröstning  | Juryröstning      | Martin               | 6-2     | Robinson 1997                                 | 2 345 000     |

### Örådsresultat
Tabellen nedan redovisar vem som lade sin röst på respektive person i öråden.
| Stadium: | Stadium:               | Lagen före sammanslagningen | Lagen före sammanslagningen | Lagen före sammanslagningen | Lagen före sammanslagningen | Lagen före sammanslagningen | Lagen före sammanslagningen | Lagen efter sammanslagningen | Lagen efter sammanslagningen | Lagen efter sammanslagningen | Lagen efter sammanslagningen | Lagen efter sammanslagningen | Lagen efter sammanslagningen | Lagen efter sammanslagningen | Lagen efter sammanslagningen | Lagen efter sammanslagningen |  |  |
| Datum:   | Datum:                 | 13/9                        | 13/9                        | 4/10                        | 11/10                       | 18/10                       | 25/10                       | 1/11                         | 8/11                         | 15/11                        | 22/11                        | 29/11                        | 6/12                         | 13/12                        | 13/12                        | 13/12                        |  |  |
| Plats    | Tävlande               | Resultat                    | Resultat                    | Resultat                    | Resultat                    | Resultat                    | Resultat                    | Resultat                     | Resultat                     | Resultat                     | Resultat                     | Resultat                     | Resultat                     | Resultat                     | Resultat                     | Resultat                     |  |  |
| 1        | Martin Melin           |                             | Anna                        | Suzanne                     | Suzanne                     | Zai                         |                             |                              | Johan                        | Kent                         | Kent                         | Marie-Louise                 | Kent                         | Åsa                          | Ola                          |                              |  |  |
| 2        | Kent Larsen            | Sinisa                      |                             |                             |                             |                             | Camilla                     |                              | Ola                          | Erika                        | Jürgen                       | Marie-Louise                 | Markus                       |                              |                              |                              |  |  |
| 3        | Ola Melén              | Kent                        |                             |                             |                             |                             | Camilla                     |                              | Johan                        | Erika                        | Jürgen                       | Marie-Louise                 | Markus                       |                              |                              | Kent                         |  |  |
| 4        | Åsa Vilbäck            | Marie-Louise                |                             |                             |                             |                             | Camilla                     |                              | Johan                        | Erika                        | Jürgen                       | Marie-Louise                 | Markus                       |                              |                              | Kent                         |  |  |
| 5        | Markus Fondin          |                             | Anna                        | Peter                       | Zai                         | Zai                         |                             |                              | Johan                        | Kent                         | Kent                         | Kent                         | Kent                         |                              |                              | Martin                       |  |  |
| 6        | Marie-Louise Niklasson | Sinisa                      |                             |                             |                             |                             | Camilla                     |                              | Johan                        | Erika                        | Jürgen                       | Kent                         |                              |                              |                              | Martin                       |  |  |
| 7        | Jürgen Weis            |                             | Anna                        | Peter                       | Suzanne                     | Christin                    |                             |                              | Johan                        | Kent                         | Kent                         |                              |                              |                              |                              | Martin                       |  |  |
| 8        | Erika Bälldal          | Sinisa                      |                             |                             |                             |                             | Johan                       |                              | Johan                        | Kent                         |                              |                              |                              |                              |                              | Martin                       |  |  |
| 9        | Johan Reffel           | Camilla                     |                             |                             |                             |                             | Camilla                     |                              | Erika                        |                              |                              |                              |                              |                              |                              | Martin                       |  |  |
| 10       | Christin Johansson     |                             | Peter                       | Peter                       | Suzanne                     | Zai                         |                             |                              |                              |                              |                              |                              |                              |                              |                              | Martin                       |  |  |
| 11       | Camilla Lundegård      | Sinisa                      |                             |                             |                             |                             | Johan                       |                              |                              |                              |                              |                              |                              |                              |                              |                              |  |  |
| 12       | Zai Gordon-White       |                             | Anna                        | Peter                       | Martin                      | Christin                    |                             |                              |                              |                              |                              |                              |                              |                              |                              |                              |  |  |
| 13       | Suzanne Lai            |                             | Peter                       | Peter                       | Markus                      |                             |                             |                              |                              |                              |                              |                              |                              |                              |                              |                              |  |  |
| 14       | Peter Just             |                             | Suzanne                     | Suzanne                     |                             |                             |                             |                              |                              |                              |                              |                              |                              |                              |                              |                              |  |  |
| 15       | Anna Nordenfeldt       |                             | Peter                       |                             |                             |                             |                             |                              |                              |                              |                              |                              |                              |                              |                              |                              |  |  |
| 16       | Sinisa Savija          | Marie-Louise                |                             |                             |                             |                             |                             |                              |                              |                              |                              |                              |                              |                              |                              |                              |  |  |

| Kvinnor | Män | Hoppade av tävlingen | Röstade | Röstade inte | Den utslagnes röst | Medverkade ej i tävlingen |

## Laguppställningar

### Lagen före sammanslagningen
De deltagare som tog sig vidare till sammanslagningen står i bokstavsordning. Övriga listas rött i den ordningen som de röstades ut i.
| Nr | Lag Nord           |
| 1  | Christin Johansson |
| 2  | Jürgen Weis        |
| 3  | Markus Fondin      |
| 4  | Martin Melin       |
| 5  | Zai Gordon-White   |
| 6  | Suzanne Lai        |
| 7  | Peter Just         |
| 8  | Anna Nordenfeldt   |

| Nr | Lag Syd                |
| 1  | Erika Bälldal          |
| 2  | Johan Reffel           |
| 3  | Kent Larsen            |
| 4  | Marie-Louise Niklasson |
| 5  | Ola Melén              |
| 6  | Åsa Vilbäck            |
| 7  | Camilla Lundegård      |
| 8  | Sinisa Savija          |

### Lagen efter sammanslagningen
I det sjätte avsnittet slogs Nord och Syd ihop till lag Robinson. De deltagare som då var kvar fick ingå i det laget. 
Nedan listas deltagarna i den ordning som de åkte ut i. Vinnaren är markerad med grönt.
| Nr | Lag Robinson           |
| 1  | Martin Melin           |
| 2  | Kent Larsen            |
| 3  | Ola Melén              |
| 4  | Åsa Vilbäck            |
| 5  | Markus Fondin          |
| 6  | Marie-Louise Niklasson |
| 7  | Jürgen Weis            |
| 8  | Erika Bälldal          |
| 9  | Johan Reffel           |
| 10 | Christin Johansson     |